# Stajićevo
Stajićevo (cyr. Стајићево) – wieś w Serbii, w Wojwodinie, w okręgu środkowobanackim, w mieście Zrenjanin. W 2011 roku liczyła 1941 mieszkańców.